# Scaphyglottis bifida
Scaphyglottis bifida är en orkidéart som först beskrevs av Heinrich Gustav Reichenbach, och fick sitt nu gällande namn av Charles Schweinfurth. Scaphyglottis bifida ingår i släktet Scaphyglottis och familjen orkidéer. Inga underarter finns listade i Catalogue of Life.